# Joël Smets
Joël Smets (Mol, 6 aprile 1969) è un pilota motociclistico belga ritiratosi dall'attività agonistica, vincitore di cinque titoli mondiali nel motocross.

## Carriera
Dotato di stile aggressivo e fisico possente, si è rapidamente specializzato nella guida di motociclette di grossa cilindrata, diventando il primo grande campione della nuova era del motocross a quattro tempi e guadagnandosi, nel tempo, il soprannome di "Leone delle Fiandre".

### Anni 90: i titoli con Husaberg
Smets ha esordito nel mondiale a vent'anni, nel 1989, e dopo qualche anno ha cominciato a farsi largo tra i campioni della classe regina, la 500. Nel 1993 ha vinto il primo GP della sua carriera e per due anni consecutivi ha finito il mondiale al terzo posto, poi, nel 1995, al termine di un duello con lo statunitense Trampas Parker, ha conquistato il suo primo titolo mondiale, in sella alla svedese Husaberg; nel 1996 è giunto secondo, alle spalle del neozelandese Shayne King, ma si è ripreso il titolo iridato nel biennio 1997-'98. Nel 1999 vive un anno tormentato da una lunga serie di rotture meccaniche, che l'hanno costretto a lasciare la tabella n.1 al pilota italiano Andrea Bartolini. 

### 2000: il passaggio a KTM
Nel 2000 Joel è passato all'austriaca KTM e ha corso la stagione migliore della sua carriera: il quarto alloro iridato è infatti arrivato conquistando dodici GP sui sedici disputati (di cui otto consecutivi) e venticinque manche su trentadue. Oltremodo la certezza matematica del titolo è arrivata con una vittoria sulla pista di casa della Citadelle de Namur in mezzo ai suoi tifosi. Come riconoscimento per questi risultati, è stato nominato "Sportivo belga dell'anno".
Dal 2001 in poi la carriera di Smets si è intrecciata a doppio filo con quella del connazionale Stefan Everts e ne è nata una rivalità sportiva accesissima. Joel non è mai riuscito a prevalere, terminando sempre secondo alle spalle di Everts nel 2001, 2002 e 2003 (nella nuova classe Motocross GP), ma l'intensità delle battaglie combattute ha permesso ad entrambi i piloti di consolidare il loro status di "leggende del motocross". Sempre nel 2003, Smets ha conquistato il suo quinto titolo iridato nella categoria 650 (ex 500), corsa negli stessi weekend della Motocross GP e a cui Everts non partecipava.

### Dal 2004 con Suzuki
Dopo il quinto alloro, nel 2004 Smets ha lasciato la KTM per salire sulla Suzuki ufficiale, ma un infortunio al ginocchio e una successiva grave infezione interna lo hanno tagliato fuori praticamente per tutto il campionato; l'anno seguente è tornato alle gare riuscendo anche a vincere due manche, ma nel finale di stagione un nuovo infortunio al ginocchio ha posto fine, a trentasei anni, alla sua carriera a tempo pieno nel motocross. Rimessosi in sesto, ha ripreso a correre, partecipando però solo ad alcune gare di campionato nazionale belga e senza ripresentarsi nel mondiale. Con cinque titoli mondiali e 57 Gran Premi nel carniere, Joël Smets è il pilota che ha vinto più di tutti nella storia della classe 500; oltre a questi successi individuali il suo palmarès è arricchito da tre Motocross delle Nazioni conquistati con la nazionale belga (1995, 1997, 2003).

### Dopo il ritiro
Dopo una breve parentesi nell'enduro, specialità nella quale ha disputato la Sei Giorni 2006 ed ha affrontato alcune prove di mondiale nel 2007, portando al debutto la BMW 450, Joel è stato nominato Commissario Tecnico della nazionale belga di motocross, ed è quindi il responsabile della selezione dei piloti che partecipano al Motocross delle Nazioni e a tutte le altre competizioni a squadre per nazioni. Continua ad andare in moto e ogni tanto partecipa ancora a gare ed eventi "revival" di solidarietà, come, ad esempio, la manifestazione organizzata dal suo vecchio rivale Everts, la Everts and Friends. Nel 2024 viene annunciata la sua nomina a team manager per la squadra KTM nel mondiale Motocross.